# Anantapur
 (mai 2024).
Anantapur est une ville indienne située dans le district d'Anantapur, dans l'État de l'Andhra Pradesh. En 2011, sa population était de 261 004 habitants.

## Source de la traduction
- (en) Cet article est partiellement ou en totalité issu de l’article de Wikipédia en anglais intitulé « Anantapur, Andhra Pradesh » (voir la liste des auteurs).